# Adrienne Pickering
Adrienne Pickering, née le 22 février 1981 à Warwick au Queensland, est une actrice australienne.

## Biographie
Adrienne a fait du théâtre à l'université du Queensland, dont elle a été diplômé en 2003.
Elle est apparue dans les films The Clinic (en), Prédictions, Spirits, Final Call, Candy, et Pug.
Adrienne Pickering est surtout connu pour le rôle de Suzie dans le film The Reef, elle a d'ailleurs reçu un prix en 2010 au festival de Canberra en Australie.

### Carrière à la télévision
Elle a joué le rôle de la détective Christine Taylor dans le soap opera australien Out of the Blue.
Pickering est apparu en 2006 dans la série Summer Bay, dans le rôle de Natalie Franklin.
Plus récemment, en 2010, elle a joué dans la série télévisée Rake, interprétant Missy, et diffusée sur la chaîne ABC en Australie.

## Filmographie
- 2011 : Safe ; Mia (court métrage de 20 minutes[3])
- 2010 : Rake ; Melissa Partridge (série télévisée, 8 épisodes)
- 2010 : The Reef ; Suzie (film)
- 2010 : The Clinic (en) (en) ; Jane Doe (film)
- 2009 : Sea Patrol ; Cynthia Luxton (série télévisée, 1 épisode : Safeguard)
- 2009 : Rogue Nation ; Sarah Wentworth (série télévisée, 1 épisode : Rights of Passage)
- 2009 : Prédictions ; Allison Koestler (film)
- 2008 : Summer Bay ; Natalie Franklin (série télévisée, 10 épisodes)
- 2008 : Out of the Blue ; Détective Christine Taylor (soap opera, 4 épisodes)
- 2008 : Spirits ; Megan (film)
- 2006 : Final Call ; Samantha Collins (film)
- 2006 : Candy ; Teller (film)
- 2005 - 2006 : Headland ; Elly Tate (série télévisée, 2 saisons, 58 épisodes en tout)
- 2004 : All Saints ; Sophia Beaumont (série télévisée, 9 épisodes)